# 체치나
체치나(이탈리아어: Cecina)는 이탈리아 토스카나주 리보르노도에 있는 코무네다. 피렌체에서 남서쪽 80km, 리보르노에서 남동쪽 30km 거리에 있다.

## 역사

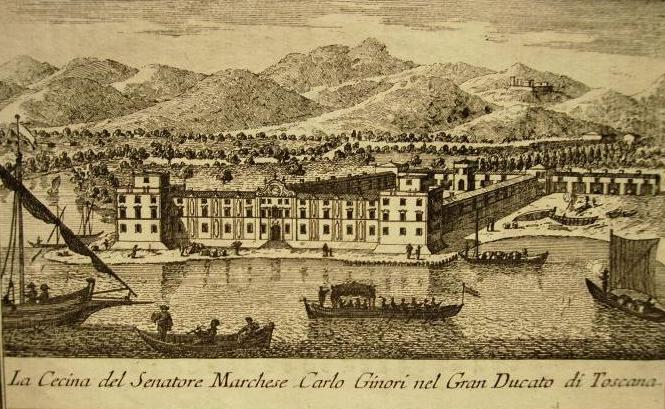
1751년 체치나 강의 모습

옛 에트루리아 귀족 가문의 후예인 로마의 집정관 알비누스 카이키나(Albinus Caecina)가 이곳에 정착지를 세웠다. 서로마 제국이 멸망한 후, 이 지역은 토스카나 대공국의 레오폴도 2세가 지역 농업을 개발할때까지 오랜 침체기에 있었다.
현재의 도시는 1852년에 세워졌지만, 제2차 세계 대전 동안에 완전하게 파괴되었다. 1960년대부터 인기있는 관광객들의 리조트로서 발전하였다.

## 자매 도시
- 독일 길힝
- 스페인 사군토
- 프랑스 생르노블